# Aspila interjacens
Aspila interjacens är en fjärilsart som beskrevs av Augustus Radcliffe Grote 1880. Aspila interjacens ingår i släktet Aspila och familjen nattflyn. Inga underarter finns listade i Catalogue of Life.